# Chionanthus avilensis
Espèce
Synonymes
- Linociera avilensis Steyerm.[1]

Statut de conservation UICN

 VU D2 : Vulnérable
Chionanthus avilensis est une espèce de plantes à fleurs de la famille des Oleaceae.

## Publication originale
- Kew Bulletin 49(2): 264, 266. 1994.